# Absalon Taranger
Absalon Taranger, född 10 augusti 1858 i dåvarande Sunds kommun i Hordaland fylke (sedan 2020 Øygardens kommun i Vestland fylke), död 20 november 1930, var en norsk jurist och kyrkohistoriker.

## Biografi
Taranger blev student 1883, juris kandidat 1893 och juris doktor 1897. Han blev 1885 assistent i riksarkivet och 1893–98 universitetsstipendiat samt blev 1898 e.o. professor i rättshistoria vid Kristiania universitet, vid vars praktisk-teologiska seminarium han därjämte från 1904 var lärare i kyrkorätt. 
Taranger författade bland annat Den angelsaksiske kirkes indflydelse paa den norske (i "Norske historiske foreningens skrifter", 1890–91), av betydelse för hela Nordens kyrkohistoria[källa behövs], Udsigt över den norske retshistorie (två band, 1898–1904, ofullbordad), läroböckerna Norsk samfundslære (I, 1902, femte upplagan 1917; II, 1903), Norsk kirkeret (1910–17), Norsk familieret (1911, med tillägg 1916), och band 3 (1–2, 1915–17, tidsskedet 1319–1537) av "Norges historie" (sex band, 1909–17). Han redigerade serie II av "Norges gamle love 1388–1604" (band 1–2, 1912–21). Han publicerade vidare Magnus Erlingssons privilegium for den norske kirke (i "Norvegia sacra", 1922) och Da Norge var missionsmark (i "Bibliotheca Norvegiæ sacræ’, IV, 1924).
Taranger tillkallades som sakkunnig vid tvisten om Grisbådarna och vid Permanenta skiljedomstolen i Haag 1909. Som ledamot av arbetskommittén angående en ny kyrkoförfattning (1900) utarbetade han det organisationsförslag, som framlades i Stortinget 1911 och gick ut på att upprätta en "fri folkkyrka" med självstyrelse i inre angelägenheter. Han var 1910–21 ordförande i "Det norske kirkeparti", det parti som anslöt sig till detta program, och var medredaktör av partiets huvudorgan, det strängt ortodoxa "Kristeligt ugeblad", men avgick, då nämnda parti avlöstes av "Det kirkelige landslag". 
Sin demokratiskt klerikala religiösa ståndpunkt framlade Taranger i Religiøse lægmandsbetragtninger (1912), sitt kyrkopolitiska program i Hvad kirkepartiet er og hvad det vil (1912). Han var ledamot av 1908 års stora kyrkokommitté och av kungliga kyrkoförfattningskommittén samma år samt medlem av centralstyrelsen för norska bibelsällskapet (sedan 1905) och för Landsindremissionsselskapet.